# Kunsthalle Basel
La Kunsthalle Basel, ouverte en 1872, est un musée suisse de la ville de Bâle consacré à l’avant-garde de l’art contemporain.
En organisant des performances, conférences, programmes vidéo et projections de films elle présente les courants actuels et les tendances les plus diverses de l’art. En 2004, le bâtiment historique a fait l’objet d’une rénovation entreprise par les architectes Miller & Maranta. Depuis, le bâtiment abrite également le Musée d'architecture suisse.